# 山崎彩奈
山崎 彩奈（やまざき あやな、7月31日 - ）は、信越放送 (SBC) のアナウンサー。
名字の山崎は、媒体によっては山﨑と表記されることもある。

## 来歴
長野県長野市生まれ、埼玉県蕨市出身。
2021年に信越放送に入社した。
第60回気象予報士試験に合格した。

## 担当番組

### テレビ番組
- ずくだせテレビ[7]
- SBCスペシャル[7]
- THE TIME,（TBS） - 「列島リアルタイム中継」長野県担当リポーター（2022年5月30日[3] - ）

### ラジオ番組
- 坂ちゃんのずくだせえぶりでぃ（2022年7月19日[8]・10月5日[2] - ）